# María Silva Cruz
María Silva Cruz apellada María La Libertaria. (Casas Viejas —avui Benalup-Casas Viejas—, 20 d'abril de 1915 - 23 d'agost de 1931) fou una jove anarquista doblement represaliada: per la República perquè participà en els Fets de Casas Viejas en gener de 1933, i per l'exèrcit rebel franquista, que l'afusellà el 23 d'agost de 1936.
María Silva era neta de Francisco Cruz Gutiérrez, anarquista conegut com a Seisdedos, i es casà amb Juan Miguel Pérez Cordón, periodista anarquista que fou executat el 5 de març a Cartagena, on dirigia aleshores el diari Cartagena Nova. Silva participà en els Fets de Casas Viejas en gener de 1933, i aconseguí fugir del poble quan van incendiar la barraca del seu avi Seisdedos, on s'havia refugiat amb set persones més (el seu avi i cinc membres més de la família hi van perdre la vida). Empresonada a Medina Sidonia i a Cadis, finalment fou alliberada.
Amb el seu company, Pérez Cordón, marxà a Madrid, però l'any 1934 es traslladaren a Paterna de Rivera, el poble on vivia la família d'ell. El 1935 tingueren un fill, a qui posaren el nom de Sidonio (el nom va ser canviat a Juan després de la Guerra civil).
El 1936, després del cop d'estat del 18 de juliol, María Silva Cruz fou detinguda i empresonada juntament amb altres dones. Fou torturada i morí afusellada el 23 d'agost de 1936, amb només vint-i-un anys.
El seu fill morí va lluitar durant molts anys perquè la mort de la seva mare —que constava només com a «desapareguda»— fos reconeguda. Ho aconseguí, però morí el 2012 sense haver pogut saber on es troben les despulles de la seva mare.
El seu poble natal, Benalup-Casas Viejas, va dedicar-li un carrer i la Delegació de Memòria Històrica del seu Ajuntament li ret homenatge cada any el dia de l'aniversari del seu afusellament. També l'Ajuntament de Cadis va dedicar-li un carrer; proposta que fou aprovada en el ple del 25 de novembre de 2021.
Federica Montseny va escriure sobre ella:
Tal como es, llena de poesía y tragedia, penetra en la inmortalidad. Es la encarnación y el símbolo del martirio de España. Mariana de Pineda representa un momento de la conciencia y de la vida española. María Silva es la voz, la carne sangrante de un pueblo crucificado.